# Kaze no Yō ni
"Kaze no Yō ni" (風のように, "Like the Wind") é uma canção do QBS, uma subunidade do girl group sul-coreano T-ara. Escrita e composta por Takanori Fukuta, a canção é descrita como uma música pop refrescante, com uma melodia persistente que deixa uma "impressão duradoura". O single foi lançado em 26 de junho de 2013, uma semana antes de "Target", o sétimo single japonês do T-ara.

## Lançamento e promoção
O single está disponível em uma edição regular e uma edição limitada que vem com um DVD contendo o videoclipe de "Kaze no Yō ni". Se o cliente compra o single nas lojas, ele recebe um pôster tamanho B2 em uma base de primeira ordem de chegada. Se for encomendado on-line, o cliente recebe um cartão de foto aleatoriamente selecionada entre quatro tipos. Para promover o single, QBS realizou uma apresentação ao vivo na praça da fonte do Sunshine City em Ikebukuro, Tóquio, no dia 10 de junho de 2013. O grupo apresentou "Kaze no Yō ni", junto com "Shabontama no Yukue" (シャボン玉のゆくえ) de Boram e Qri, além de "Love Poem" de Soyeon, de seu single "Bunny Style!", na frente de 2000 fãs.

## Lista de faixas
- Edição regular

1. "Kaze no You ni"
2. "Kaze no You ni" (Instrumental)

- Edição limitada em DVD

1. "Kaze no You ni" (videoclipe)

### Oricon
| Lançamento          | Parada da Oricon      | Melhor posição | Vendas de estreia | Vendas totais | Período na parada |
| ------------------- | --------------------- | -------------- | ----------------- | ------------- | ----------------- |
| 26 de junho de 2013 | Daily Singles Chart   | 7              | 9.046 (semanal)   | 11.570+       | 3 semanas         |
| 26 de junho de 2013 | Weekly Singles Chart  | 13             | 9.046 (semanal)   | 11.570+       | 3 semanas         |
| 26 de junho de 2013 | Monthly Singles Chart | 46             | 9.046 (semanal)   | 11.570+       | 3 semanas         |
| 26 de junho de 2013 | Yearly Singles Chart  | -              | 9.046 (semanal)   | 11.570+       | 3 semanas         |